# Liste der Monuments historiques in Paillart
Die Liste der Monuments historiques in Paillart führt die Monuments historiques in der französischen Gemeinde Paillart auf.

## Liste der Bauwerke
| Bezeichnung     | Beschreibung   | Standort | Kennzeichnung | Schutzstatus | Datum | Bild           |
| --------------- | -------------- | -------- | ------------- | ------------ | ----- | -------------- |
| Kirche St-Denis | Erbaut um 1500 | (Lage)   | PA00114983    | Classé       | 1992  | weitere Bilder |

## Liste der Objekte
- Monuments historiques (Objekte) in Paillart in der Base Palissy des französischen Kultusministeriums